# 오베르의 시청
7월 14일 오베르쉬르우아즈의 시청(프랑스어: La Mairie d'Auvers-sur-Oise le 14 juillet)은 후기인상파 화가 빈센트 반 고흐의 1890년 그림이다. 제목 그대로 프랑스 오베르쉬르우아즈의 시청을 담은 그림으로, 현재는 미국 시카고의 개인이 소장 중이다.

## 역사
1890년 5월 20일 빈센트 반 고흐는 정신과 의사이자 친구였던 폴 가셰 박사를 따라, 프랑스 파리에서 북서쪽으로 35km 떨어진 오베르쉬르우아즈에 정착하였다. 라부 여관에 방을 잡은 고흐는 가셰 박사와의 면담을 위해 시청 (마을회관)을 인근을 자주 지나갔던 것으로 보인다.
1890년 7월 14일은 시민연맹 축일 (프랑스 대혁명 기념일)로 시청 외관에 작은 프랑스 삼색기로 장식되어 있었으며 주변의 나무까지 축하 깃발이 내걸렸다. 고흐는 이날의 풍경을 그대로 화폭에 담은 것으로 보인다.
이 그림을 완성한 지 머지않아 1890년 7월 29일 고흐는 들판으로 나아가 가슴에 리볼버를 쏘았으며, 7월 29일 오전 1시 30분에 사망하였다. 이 그림은 고흐가 여관 주인인 라부 신부에게 건넨 것으로, 이후 라부 신부는 어떤 미국인에게 이 그림을 아주 값싼 가격에 넘겼다고 전해진다.
이 작품을 그리기에 앞서 고흐가 그린 시청 스케치 (48.4 x 31.2cm, 종이에 분필)가 암스테르담 반 고흐 미술관에 소장되어 있다.

## 상세
땅에는 노란색, 나무에는 녹색을 사용하여 시원한 톤으로만 칠해졌다. 하늘은 구름 한 점 없이 깨끗하고, 조그마한 마을회관은 맑고 차가운 푸른색 바탕 속으로 사라질 듯한 구도이다.
동시기 그려진 《오베르쉬르우아즈의 코르드빌 초가집》에서 초가집들이 배경 속으로 슬며시 사라지는 것처럼, 이 작품 속의 마을회관 건물도 역설적으로 '축제의 현장 속에 있지 않은' 존재로서 화가의 고통에 의문을 제기하는 것처럼 보인다. 더욱이 오베르쉬르우아즈의 시청은 고흐의 고향 마을인 쥔더르트의 시청과 묘하게 닮아 있다. 고흐는 시청 바로 길 건너편에 살았었다.

## 참고 문헌
- Jacob Baart de la Faille, The Work of Vincent van Gogh, 카탈로그 레조네, 1,600 개 이상의 거장 그림, 그림, 수채화 및 판화가 복제된 작품, 6권, 에디션 G. 반 오스트, 파리와 브뤼셀, 1928
- (en) Jan Hulsker, The Complete Van Gogh, Phaidon, 1980, n° 2108

## 같이 보기
- 빈센트 반 고흐의 그림 목록